# Міхал Зблевський
Міхал Зблєвський (пол. Michał Zblewski, 18 лютого 1980, Тчев) — польський бобслеїст, розганяючий, виступав за збірну Польщі з 2004 до 2010 року. Двічі брав участь у зимових Олімпійських іграх у 2006 та 2010 роках. Багаторазовий переможець національних першостей та кубків Європи.
У Турині його четвірка фінішувала п'ятнадцятою. У Ванкувері його четвірка фінішувала чотирнадцятою. У 2010 році, через те, що конкуренція на той час була великою, Міхал вирішив завершити кар'єру професіонального спортсмена.